# 무성 양순 마찰음
무성 양순 마찰음(無聲兩脣摩擦音)은 자음의 하나로 위아래 입술을 사용하여 조음하는 무성 마찰음이다.

## 조음 방법
- 양 입술간의 간격을 좁힌다.
- 좁혀진 입술사이를 강하게 마찰한다.
- 입술을 벌리면서 마찰되는 공기를 강하게 내뱉는다.

## 특징
- 발성 기관 속의 공기의 흐름을 유지했다가 더 강하게 내는 마찰음이다.
- 양쪽 입술로 조음하는 양순음이다.
- 조음할 때 성대가 울리지 않는 무성음이다.
- 입을 통하여 공기가 빠져나가는 구강음이다.
- 기류가 혀 옆이 아니라 중앙으로 빠져나가는 중설음이다.
- 발성 방법은 인후나 입이 아니라 폐로부터 발성기관으로 공기가 빠져나가는 폐장기류음이다.

## 발음의 예
- 한국어: /u, w/ 앞의 첫음절 첫소리 ㅎ에서 변이음으로 난다.(예: 훑다의 'ㅎ', 활의 'ㅎ')
- 하우사어, 우즈베크어: f에서 이 소리가 난다.
- 간어의 창두 방언: 병음 f에서 이 소리가 난다.
- 벤다어: fh에서 이 소리가 난다.
- 일본어: 'ふ'의 첫소리에서 이 소리가 난다.
- 총가어: ff에서 이 소리가 난다.
- 에웨어: ƒ에서 이 소리가 난다. f와는 다른 자음이다.
- 실렛어: ꠙ, ꠚ에서 이 소리가 난다.